# Ghiacciaio Polarårboken
Il ghiacciaio Polarårboken è un ghiacciaio lungo circa 6 km situato sulla costa di Ingrid Christensen, nella Terra della Principessa Elisabetta, in Antartide. Il ghiacciaio, il cui punto più alto si trova a circa 100 m s.l.m., si trova in particolare circa 5,6 km a nord-est dell'isola Stein e fluisce verso ovest fino ad andare ad alimentare la parte settentrionale della piattaforma glaciale Pubblicazioni, a est del ghiacciaio Lambert.

## Storia
Il ghiacciaio Polarårboken fu mappato e battezzato nel 1952 dal geografo americano John H. Roscoe che effettuò un dettagliato studio dell'area basandosi su fotografie aeree scattate durante l'operazione Highjump, 1946-47. Roscoe diede alla formazione il nome di "ghiacciaio Polar Record", in onore della rivista norvegese Polarårboken, pubblicata dal Norsk Polarklubb, di Oslo.